# Кућа у Ул. Жарка Зрењанина бр. 27а
Кућа у Ул. Жарка Зрењанина бр. 27а у Павлишу, насељеном месту на територији града Вршца, представља непокретно културно добро као споменик културе.
Кућа је ствљена под заштиту да би се очувала успомена на Народног хероја Жарка Зрењанина-Уче, који је у њој погинуо 4. новембра 1942. године.